# 塞维利梅杜
塞维利梅杜（Sevilimedu），是印度泰米尔纳德邦Kancheepuram县的一个城镇。总人口15918（2001年）。

## 人口
该地2001年总人口15918人，其中男性8006人，女性7912人；0—6岁人口1608人，其中男821人，女787人；识字率72.63%，其中男性为78.07%，女性为67.14%。